# Långtjärnen (Frostvikens socken, Jämtland, 717906-141854)
Långtjärnen är en sjö i Strömsunds kommun i Jämtland och ingår i Ångermanälvens huvudavrinningsområde. Sjön har en area på 0,109 kvadratkilometer och ligger 587,8 meter över havet.

## Delavrinningsområde
Långtjärnen ingår i det delavrinningsområde (718002-141756) som SMHI kallar för Rinner till Lill-Jorm. Medelhöjden är 513 meter över havet och ytan är 21,12 kvadratkilometer. Det finns inga avrinningsområden uppströms utan avrinningsområdet är högsta punkten. Vallån som avvattnar avrinningsområdet har biflödesordning 3, vilket innebär att vattnet flödar genom totalt 3 vattendrag innan det når havet efter 331 kilometer. Avrinningsområdet består mestadels av skog (86 procent). Avrinningsområdet har 0,11 kvadratkilometer vattenytor vilket ger det en sjöprocent på 0,5 procent. Bebyggelsen i området täcker en yta av 0,51 kvadratkilometer eller 2 procent av avrinningsområdet.